# ديريك كلايتون
ديريك كلايتون (بالإنجليزية: Derek Clayton) هو عداء مسافات طويلة أسترالي، ولد في 17 نوفمبر 1942 في بارو إن فورنيس في المملكة المتحدة.

## وصلات خارجية
- ديريك كلايتون على موقع الاتحاد الدولي لألعاب القوى (الإنجليزية)
- ديريك كلايتون على موقع النتائج التاريخية لألعاب القوى الأسترالية (الإنجليزية)
- ديريك كلايتون على موقع اللجنة الأولمبية الدولية (الإنجليزية)
- ديريك كلايتون على موقع أوليمبيديا (الإنجليزية)
- ديريك كلايتون على موقع اللجنة الأولمبية الأسترالية (الإنجليزية)
- ديريك كلايتون على موقع اتحاد ألعاب الكومنولث (مؤرشف) (الإنجليزية)
- ديريك كلايتون على موقع قاعة أستراليا للمشاهير الرياضية (الإنجليزية)